# カール・ハインツ・ボーラー
カール・ハインツ・ボーラー（Karl Heinz Bohrer、1932年9月26日 - 2021年8月4日）は、ドイツの文学者、随筆家である。
日刊紙FAZの文学担当編集長を経て、文化雑誌『メルクール』の共同発行人兼著者になる。
ビーレフェルト大学で数十年にわたり教鞭をとり、カリフォルニア州のスタンフォード大学でも教鞭をとった。
彼の自伝は2012年と2017年に2巻で出版された。ボーラーは、その時代を反映した論争的な知的思想家、批評家として評価されている。ヨハン・ハインリッヒ・メルク賞、ハインリヒ・マン賞など、評論、ドイツ語、文学の分野で注目すべき賞を受賞している。

## 生涯
1932年、ドイツ国プロイセン州ラインラントのケルン生まれ。1962年にドイツ・ロマン派の歴史哲学に関する論文でハイデルベルク大学にて博士号を取得。ビーレフェルト大学でハビリテーションを行い、『恐怖の美学-悲観的ロマン派とエルンスト・ユンガーの初期作品』（Die Ästhetik des Schreckens - Die pessimistische Romantik und Ernst Jüngers Frühwerk）を執筆した。 放送局での文化レポートや文学エッセーを書いた後、1962年からハンブルグの『ディ・ヴェルト』の文化セクションで働くようになる。
1966年にフランクフルトの『フランクフルター・アルゲマイネ・ツァイトゥング』に移り、1968年から文学担当編集長となる。 1974年にマルツェル・ライヒ＝ラニツキに後任を譲った後、同紙からロンドン特派員として派遣される。
1982年にビーレフェルト大学の近代ドイツ文学史の講座に就任し、1997年に退任するまでその職にあった。 2003年にカリフォルニア州のスタンフォード大学の教授に召集された。
ボーラーは1984年にハンス・シュヴァブ＝フェリッシュの後任として文化雑誌『メルクール』の編集者となり、1991年からはクルト・シェールとともに編集者となった。彼は雑誌(副題 Deutsche Zeitschrift für europäisches Denken: ヨーロッパ思想のためのドイツの雑誌)で示唆に富む作家であり、たとえば1984年に風刺的な「Die Ästhetik des Staates」を書き、ヘルムート・コール首相の下で「ボン共和国」に関する連載を開始した。彼は2002年にDeutscher Sprachpreis(ドイツ語賞)を受賞したが、その理由は、当時18年間にわたり同誌の発行人として、その成功の基礎である優れた言語感覚により、同誌を知的および社会生活のあらゆる問題に関して尊敬されるフォーラムにしたことであったとされる。戦後の心境について、ヨーロッパ的な視点を反映した懐疑的・挑発的な意見が注目された。
ボーラーはロンドンで88歳で死去した。

## 出版物
ボーラーの出版物はほとんどが随筆集であった。また、自伝を2冊出版しており、1冊目は2012年に第二次世界大戦や戦後の廃墟での生活など青春時代を網羅した『Granatsplitter(榴弾)』、2冊目は2017年に『Jetzt. Geschichte meines Abenteuers mit der Phantasie. (今。ファンタジーとの冒険の物語)で、1960年代初頭から執筆時までの人生を描いている。
- 失われたパラダイム。フリードリヒ2世とプロイセン、そして7月20日。テロス135号（2006年夏号）。ニューヨーク テロス出版[6]

## 受賞歴
- 1978年 ヨハン・ハインリッヒ・メルク賞（英語版）[7]。
- 2000年 レッシング賞(評論部門)（ドイツ語版）[8]。
- 2002年 ハイデルベルク大学ガダマー財団教授[9]。
- 2002年 ドイツ語賞（ドイツ語版）[5]受賞
- 2005年 バイエルン美術アカデミー文学大賞（英語版）[10]。
- 2007年 ハインリヒ・マン賞[1][4]受賞